# Kvarteret Ljuset

Kvarteret Ljuset ligger på Södermalm i Stockholm och bebyggdes med flerfamiljshus fastigheter Ljuset 1 (1929) och Ljuset 2 (1930). Bebyggelsen är en god exponent för det sena tjugotalets socialarkitektur. Arkitekt var Sven Wallander för det ganska nybildade HSB.

## Beskrivning
Kvarteret Ljuset är beläget inom Sofia distrikt på östra delen av Södermalm i Stockholm. Kvarteret begränsas av gatorna Åsögatan, Klippgatan, Bondegatan och Borgmästargatan. Det är högt beläget, cirka 40 meter över havets medelvattenyta, och bebyggelsen ligger direkt på urberget. Före HSB:s bebyggelse var höjdskillnaden inom kvarteret 11 meter. Kvarterets areal är 4 452 kvadratmeter. 